# Ramón Formas Patiño
Ramón Formas Patiño (Valparaíso, 1781 - Santiago, 1850) fue un político y militar chileno.
Ingresó al Regimiento de Milicias de San Fernando en 1804, siendo Comandante del Escuadrón N.º 4. Llegó pronto a ser teniente primero del Escuadrón. En 1810 abrazó la causa patriota y se puso a las órdenes de José Miguel Carrera.
Tras la Batalla de Rancagua (1814), fue desterrado a las islas Juan Fernández, de donde retornó en 1817 tras la restauración patriota. El gobierno de Bernardo O'Higgins le nombró Comandante de Infantería del Escuadrón N.º 1 de Santiago. Sin embargo, fue imbuido por la política y fue un férreo opositor a O'Higgins.
Durante la Guerra Civil de 1830 fue miembro de las tropas pipiolas del general Ramón Freire, a quien había acompañado en 1825 a las campañas para la incorporación de Chiloé a soberanía nacional.
Con la derrota en la Guerra Civil, los conservadores le despojaron de sus jinetas militares, pero no fue perseguido como otros importantes líderes liberales, debiendo marchar a su hacienda “San Felipe de Colchagua”, dedicándose a la agricultura.
Sus predios agrícolas poco a poco fueron creciendo. Para 1837 ya era propietario de las haciendas “La Puerta”, “Calleuque”, “Peralillo” y “Puquillay”, en la provincia de Colchagua. Fue elegido ese año Senador liberal por la provincia de Cachapoal (1837-1846), integrando la Comisión permanente de Guerra y Marina, además de la de Hacienda y Artes.